# Lethe dyrta
Lethe dyrta är en fjärilsart som beskrevs av Felder 1867. Lethe dyrta ingår i släktet Lethe och familjen praktfjärilar. Inga underarter finns listade i Catalogue of Life.